# Estadio Salvador Morga
El Estadio Salvador Morga, es un estadio de fútbol ubicado en la ciudad de Itá, Paraguay. Fue fundado en 2003 y tiene una capacidad de 4500 espectadores. Es utilizado principalmente como un estadio de fútbol. El Club Sportivo Iteño realiza sus partidos de local en este estadio.
En noviembre de 2016 el sector preferencial techado del estadio sufrió daños tras una tormenta, en febrero de 2017 el sector preferencial fue totalmente reparado y remozado.